# Chironomus aberatus
Chironomus aberatus är en tvåvingeart som beskrevs av Keyl 1961. Chironomus aberatus ingår i släktet Chironomus, och familjen fjädermyggor. Arten är reproducerande i Sverige.